# Elecciones generales de Uruguay de 1966
Las elecciones de 1966 llevadas a cabo en Uruguay el domingo 27 de noviembre de ese año tenían como propósito la elección del gobierno nacional, y de todos los miembros del Poder Legislativo.

## Generalidades
En la misma instancia se llevó a cabo un plebiscito para reformar la Constitución. Como resultado, poco después entró en vigencia la Constitución de 1967.
El Partido Colorado fue quien ganó las elecciones, derrotando al Partido Nacional, el cual había gobernado durante ocho años en gobierno colegiado. Resultó elegido el general Óscar Diego Gestido; el mismo sucedió en la jefatura de Estado al saliente Consejo Nacional de Gobierno, a la postre presidido por Alberto Héber Usher.
Junto a la elección de Presidente se votó el cargo de vicepresidente, correspondiendo a Jorge Pacheco Areco, y los cargos de los 30 senadores y 99 diputados. El Senado de la XL Legislatura quedó compuesto por 16 senadores del Partido Colorado, 13 del Partido Nacional y 1 del Partido Comunista del Uruguay. La Cámara de Representantes quedó compuesta por 50 diputados colorados, 41 blancos, 5 comunistas y 3 demócratacristianos.

## Postulantes
Es de hacer notar que, como en el momento de realizarse los comicios todavía estaba oficialmente vigente la vieja Constitución de 1952, se debían postular candidatos al Consejo Nacional de Gobierno (ejecutivo colegiado de 9 miembros). Y, a su vez, en virtud del plebiscito constitucional que se celebró en simultánea con las elecciones generales, todos los sectores políticos presentaron también hojas de votación con candidaturas a Presidente y Vicepresidente, según el "régimen proyectado" en caso de resultar ganadora la reforma.
A efectos prácticos, en el presente artículo se omite listar las candidaturas al Consejo Nacional de Gobierno presentadas en la ocasión, dado que, si bien se registraron esos votos, resultaron automáticamente inválidos al ser aprobada la Constitución de 1967.
En esta elección rigió el entonces usual sistema de doble voto simultáneo, por el cual cada partido podía presentar múltiples candidatos simultáneos a la Presidencia. Los comparecientes fueron:
| Partido | Partido                                 | Candidato presidencial | Candidato vicepresidencial |
| --- | --------------------------------------- | --- | --- |
| | Partido Colorado                        | Óscar Gestido (vencedor): candidato de la Unión Colorada y Batllista y del Frente Colorado de Unidad. | Fue acompañado en la fórmula por Jorge Pacheco Areco. |
| Jorge Batlle: candidato de la Lista 15, procuró ocupar el hueco dejado por la muerte de su padre Luis Batlle Berres.                                                                                           | Partido Colorado                        | Llevó por compañero de fórmula a Julio Lacarte Muró. | |
| Zelmar Michelini: candidato de la Lista 99. | Partido Colorado                        | Acompañado por el médico Aquiles Lanza. | |
| Amílcar Vasconcellos | Partido Colorado                        | Llevó por compañero de fórmula a Renán Rodríguez. | |
| Justino Jiménez de Aréchaga | Partido Colorado                        | Acompañado por Nilo Berchesi. | |
| | Partido Nacional                        | Martín Echegoyen | El experimentado dirigente herrerista fue acompañado por el exministro de Hacienda Dardo Ortiz. |
| Alberto Gallinal Heber: este candidato, integrante del Movimiento Nacional de Rocha, encabezó un conglomerado de agrupaciones no herreristas; entre sus senadores electos se destacó Wilson Ferreira Aldunate. | Partido Nacional                        | Fue acompañado en la fórmula por Juan Pedro Zeballos. | |
| Alberto Héber Usher | Partido Nacional                        | Acompañado por el exministro del Interior Nicolás Storace Arrosa. | |
| | Frente Izquierda de Liberación          | Bajo esta denominación compareció el Partido Comunista del Uruguay, representado por Adolfo Aguirre González que obtuvo un senador y cinco diputados. | Enrique Pastorino |
| | Partido Demócrata Cristiano del Uruguay | Con el abogado Adolfo Gelsi Bidart como candidato a la Presidencia, acompañado por Miguel Saralegui, obtuvieron 3 diputados por Montevideo. | Miguel Saralegui |
| | Partido Socialista del Uruguay          | Sumido en luchas intestinas, presentó dos candidatos a la Presidencia: José Pedro Cardoso, acompañado por Guillermo Bernhard y Emilio Frugoni, acompañado por G. Gavazzo. En conjunto, obtuvieron un total de votos de 11.538, com una porcentaje de 0,94. | Sumido en luchas intestinas, presentó dos candidatos a la Presidencia: José Pedro Cardoso, acompañado por Guillermo Bernhard y Emilio Frugoni, acompañado por G. Gavazzo. En conjunto, obtuvieron un total de votos de 11.538, com una porcentaje de 0,94. |
| | Movimiento Cívico Cristiano             | Escindido del anterior (Demócrata Cristiano), encarnó el espíritu de la vieja Unión Cívica del Uruguay. Postuló a Juan Vicente Chiarino, obteniendo un total de votos de 4.230, com una porcentaje de 0,34.                                                | Acompañado por Venancio Flores a la Presidencia |
| | Unión Popular                           | Integrado por escindidos del Partido Nacional, fue encabezada por el exministro Enrique Erro. Su respaldo fue mínimo, con un total de votos de 2.655, con una porcentaje de 0,22.                                                                          | Acompañado por Francisco Mariño. |
| | Partido Agrario y del Trabajo           | Representado por Domingo Moizzo, acompañado por Albérico Passadore, obtuvieron un total de votos de 1.616, con una porcentaje de 0,13. | |
| | Partido Liberal                         | Representado por Jorge Grassi, acompañado por Cedar Magallanes, obtuvieron un total de votos de 74, con una porcentaje de 0,01. | |
| | Partido Federal                         | Representado por Manuel Sanjurjo, acompañado por Wáshington Vázquez, obtuvieron un total de votos de 72, con una porcentaje de 0,01. | |
| | Partido por el Departamento de Solís    | Representado por Ángel Fioroni, acompañado por Gabriel Oviedo, obtuvieron un total de votos de 44, com una porcentaje de 0,00. | |

## Resultados
| Partido político                     | Candidato presidencial         | Votos al candidato             | Porcentaje en el total         | Votos al partido | Porcentaje | Senadores | Diputados | Resultado         |
| ------------------------------------ | ------------------------------ | ------------------------------ | ------------------------------ | ---------------- | ---------- | --------- | --------- | ----------------- |
| Partido Colorado                     | Óscar Gestido                  | 262.040                        | 21,27%                         | 607.633          | 49,33%     | 16/30     | 50/99     | Presidente electo |
| Partido Colorado                     | Jorge Batlle                   | 215.642                        | 17,51%                         | 607.633          | 49,33%     | 16/30     | 50/99     | Presidente electo |
| Partido Colorado                     | Amílcar Vasconcellos           | 77.476                         | 6,29%                          | 607.633          | 49,33%     | 16/30     | 50/99     | Presidente electo |
| Partido Colorado                     | Zelmar Michelini               | 48.022                         | 3,90%                          | 607.633          | 49,33%     | 16/30     | 50/99     | Presidente electo |
| Partido Colorado                     | Justino Jiménez de Aréchaga    | 4.064                          | 0,33%                          | 607.633          | 49,33%     | 16/30     | 50/99     | Presidente electo |
| Partido Colorado                     | Votos al lema                  | 389                            | 0,03%                          | 607.633          | 49,33%     | 16/30     | 50/99     | Presidente electo |
| Partido Nacional                     | Martín Echegoyen               | 228.309                        | 18,53%                         | 496.910          | 40,34%     | 13/30     | 41/99     |                   |
| Partido Nacional                     | Alberto Gallinal Heber         | 171.618                        | 13,93%                         | 496.910          | 40,34%     | 13/30     | 41/99     |                   |
| Partido Nacional                     | Alberto Héber Usher            | 96.772                         | 7,86%                          | 496.910          | 40,34%     | 13/30     | 41/99     |                   |
| Partido Nacional                     | Votos al lema                  | 211                            | 0,02%                          | 496.910          | 40,34%     | 13/30     | 41/99     |                   |
| Frente Izquierda de Liberación       | Adolfo Aguirre González        | Adolfo Aguirre González        | Adolfo Aguirre González        | 69.750           | 5,66%      | 1/30      | 5/99      |                   |
| Partido Demócrata Cristiano          | Adolfo Gelsi Bidart            | Adolfo Gelsi Bidart            | Adolfo Gelsi Bidart            | 37.219           | 3,02%      | 0/30      | 3/99      |                   |
| Partido Socialista del Uruguay       | José Pedro Cardoso             | 7.892                          | 0,64%                          | 11.538           | 0,94%      | 0/30      | 0/99      |                   |
| Partido Socialista del Uruguay       | Emilio Frugoni                 | 3.646                          | 0,30%                          | 11.538           | 0,94%      | 0/30      | 0/99      |                   |
| Movimiento Cívico Cristiano          | Juan Vicente Chiarino          | Juan Vicente Chiarino          | Juan Vicente Chiarino          | 4.230            | 0,34%      | 0/30      | 0/99      |                   |
| Unión Popular                        | Enrique Erro                   | Enrique Erro                   | Enrique Erro                   | 2.655            | 0,22%      | 0/30      | 0/99      |                   |
| Partido Agrario y del Trabajo        | Domingo Moizo                  | Domingo Moizo                  | Domingo Moizo                  | 1.616            | 0,13%      | 0/30      | 0/99      |                   |
| Partido Liberal                      | Jorge Grassi                   | Jorge Grassi                   | Jorge Grassi                   | 74               | 0,01%      | 0/30      | 0/99      |                   |
| Partido Federal                      | Manuel Sanjurjo                | Manuel Sanjurjo                | Manuel Sanjurjo                | 72               | 0,01%      | 0/30      | 0/99      |                   |
| Partido por el Departamento de Solís | Ángel Fioroni                  | Ángel Fioroni                  | Ángel Fioroni                  | 44               | 0,01%      | 0/30      | 0/99      |                   |
| Plebiscitos                          | Reforma Naranja                | Reforma Naranja                | Reforma Naranja                | 786.987          | 47,51%     | 47,51%    | 47,51%    | Aprobado          |
| Plebiscitos                          | Reforma Gris                   | Reforma Gris                   | Reforma Gris                   | 175.095          | 10,57%     | 10,57%    | 10,57%    | No aprobado       |
| Plebiscitos                          | Reforma Amarilla               | Reforma Amarilla               | Reforma Amarilla               | 86.315           | 5,21%      | 5,21%     | 5,21%     | No aprobado       |
| Plebiscitos                          | Reforma Rosada                 | Reforma Rosada                 | Reforma Rosada                 | 1.120            | 0,07%      | 0,07%     | 0,07%     | No aprobado       |
| Total de votos validos               | Total de votos validos         | Total de votos validos         | Total de votos validos         | 1.231.762        | 1.231.762  | 1.231.762 | 1.231.762 | 1.231.762         |
| Total de electores habilitados       | Total de electores habilitados | Total de electores habilitados | Total de electores habilitados | 1.658.368        | 1.658.368  | 1.658.368 | 1.658.368 | 1.658.368         |

## Plebiscito constitucional
En simultánea se realizó un plebiscito constitucional donde se sometieron a la consideración de la ciudadanía cuatro propuestas de reforma. Estaba vigente el sistema colegiado propio de la Constitución de 1952, y en caso de seguir vigente, se hubiesen elegido los integrantes de un nuevo Consejo Nacional de Gobierno; pero resultó triunfadora la "Reforma naranja", y por tanto se eligió Presidente de la República.

## Elecciones municipales

Resultados finales de las elecciones departamentales de 1966:
Partido Colorado
Partido Nacional

Simultáneamente, se realizaron las elecciones de 19 gobiernos municipales y las respectivas Juntas Departamentales. He aquí los intendentes electos:
| Departamento   | Intendente electo          | Partido | Partido          |
| -------------- | -------------------------- | ------- | ---------------- |
| Artigas        | Atilio Ferrandís           |         | Partido Colorado |
| Canelones      | Gervasio González          |         | Partido Colorado |
| Cerro Largo    | Juan José Burgos           |         | Partido Nacional |
| Colonia        | Luis Roque Dicono          |         | Partido Nacional |
| Durazno        | Humberto L. Castelli       |         | Partido Nacional |
| Flores         | Pedro Saldún               |         | Partido Nacional |
| Florida        | Asdrúbal Alzati            |         | Partido Nacional |
| Lavalleja      | Fernando Martínez Jauregui |         | Partido Nacional |
| Maldonado      | Gilberto Acosta Arteta     |         | Partido Colorado |
| Montevideo     | Glauco Segovia             |         | Partido Colorado |
| Paysandú       | Oscar M. Garrasino         |         | Partido Colorado |
| Río Negro      | Emilio W. Falcone          |         | Partido Colorado |
| Rivera         | Nero de Barros             |         | Partido Colorado |
| Rocha          | Jaime López Barrera        |         | Partido Colorado |
| Salto          | Ramón J. Vinci             |         | Partido Colorado |
| San José       | Felipe Chalela             |         | Partido Nacional |
| Soriano        | Ruben A. Taruselli         |         | Partido Colorado |
| Tacuarembó     | Pedro M. Chiesa            |         | Partido Nacional |
| Treinta y Tres | Julio Zaimó Quintela       |         | Partido Nacional |